# Breadsall
Breadsall est un village et une paroisse civile du Derbyshire, en Angleterre.

## Démographie
Au recensement de 2011, la paroisse civile de Breadsall comptait 773 habitants.